# Sparaxis metelerkampiae
Sparaxis metelerkampiae là một loài thực vật có hoa trong họ Diên vĩ. Loài này được (L.Bolus) Goldblatt & J.C.Manning miêu tả khoa học đầu tiên năm 1999.